# IPhone 4S
iPhone 4S er en touchscreen-baseret multimedie- og internetkompatibel smartphone udviklet af Apple Inc. og den 5. generation af iPhone. Apple præsenterede 4S fredag den 4. oktober 2011. 4S ligner iPhone 4, men hardwaremæssigt er den opgraderet væsentligt. 4S leveres med en Apple A5 dualcore-processor (ARM Cortex-A9 MPCore) produceret af Samsung, som også kendes fra iPad 2. Dog med en kernefrekvens på 800 MHz mod 1 GHz i iPad 2. Ud over en væsentligt hurtigere processor set i forhold til iPhone 4, er der også et 8 megapixel-kamera, der tager billeder og optager video i 1080 fuld-HD. Grafikken på 4S er op imod syv gange hurtigere end i iPhone 4. 4S har endvidere to indbyggede antenner, der automatisk skifter til den med bedst forbindelse.
Der er også en ny funktion der hedder Siri som er en stemme styret virtuel assistent som kan svare på dine spørgsmål.